# Маска для сну

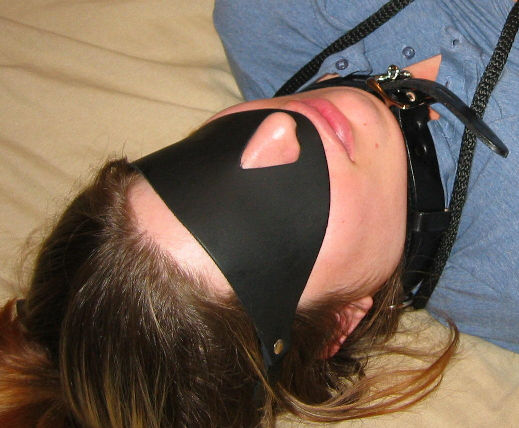
Пов'язка з отвором для носа, для запобігання зсуву.

Маска для сну (blindfellen) є частиною одягу. Вдягається на голову, щоб прикрити очі для їх захисту від яскравого світла під час сну як в умовах транспорту, так і вдома. Маску можна носити для запобігання відкриття очей. З відкритими очима через тканину нічого не видно. Виготовляється як правило з ніжних, але в той же час світлонепроникних матеріалів.

## Використання
Маска може бути використана:
- як маска для сну: запобігання потрапляння світла в очі під час сну, особливо для людей, які сплять протягом дня, а також для тих, хто живе в місцевостях з продовженим (полярним) днем. Закриваючи світло, вона дозволяє досягти глибшого сну або забезпечити полегшення у пацієнтів з клаустрофобією під час магнітно-резонансної томографії;
- в іграх, на кшталт: «причепи хвіст віслюку», «схованки», під час розбивання іграшки в «піньяті», для збирання кубика Рубіка наосліп; також в сексуальних іграх (БДСМ);
- в деяких бойових мистецтвах, для розвитку різних відчуттів: дотику, слуху;
- в сенсорній депривації, як засіб для медитації (зосередженні уваги на собі);
- під час викрадення (для уникнення запам'ятовування місцезнаходження чи людей), ув'язненим тощо;
- як окуляри, які раніше застосовувались людьми з поганим зором.

## Галерея

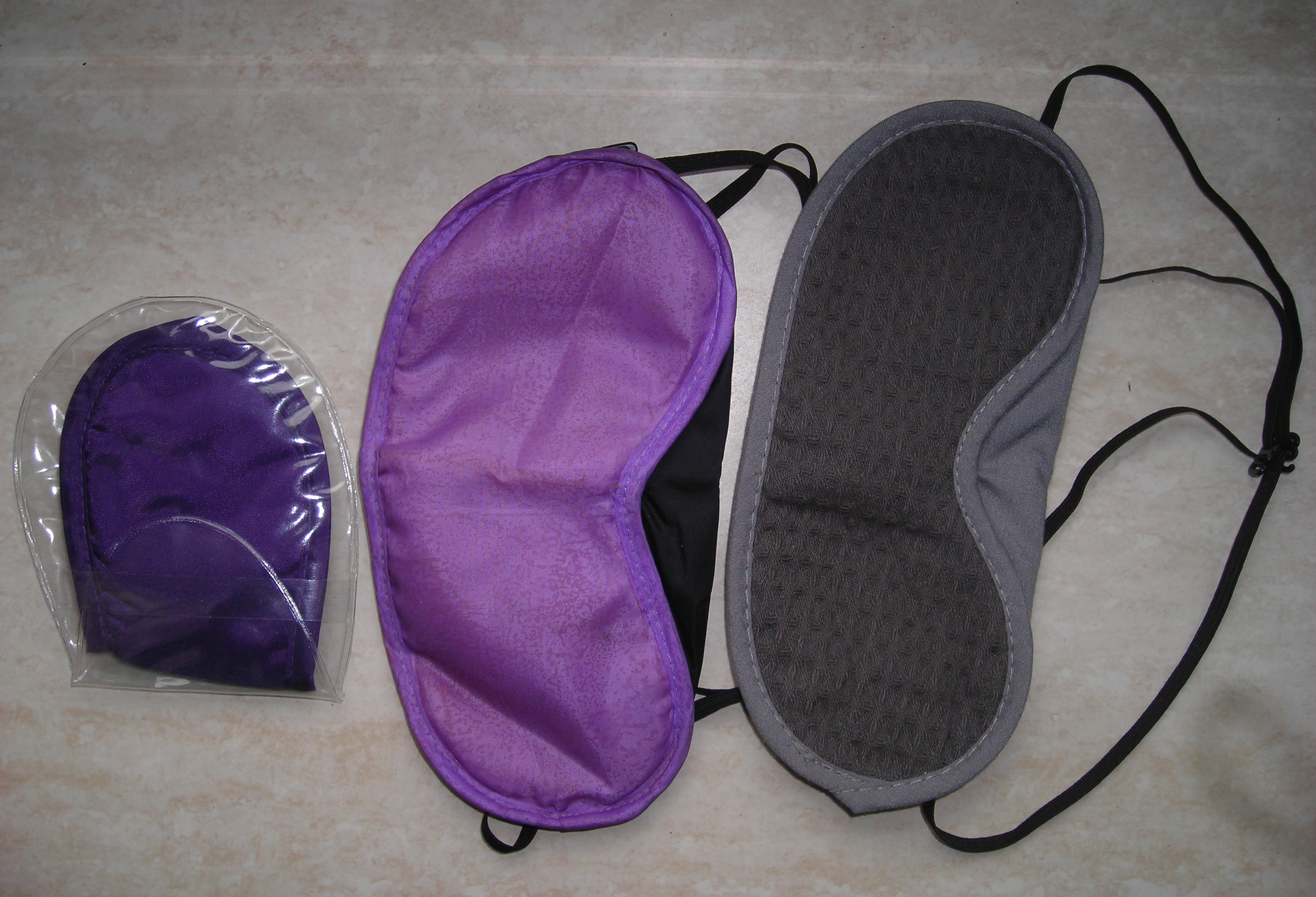
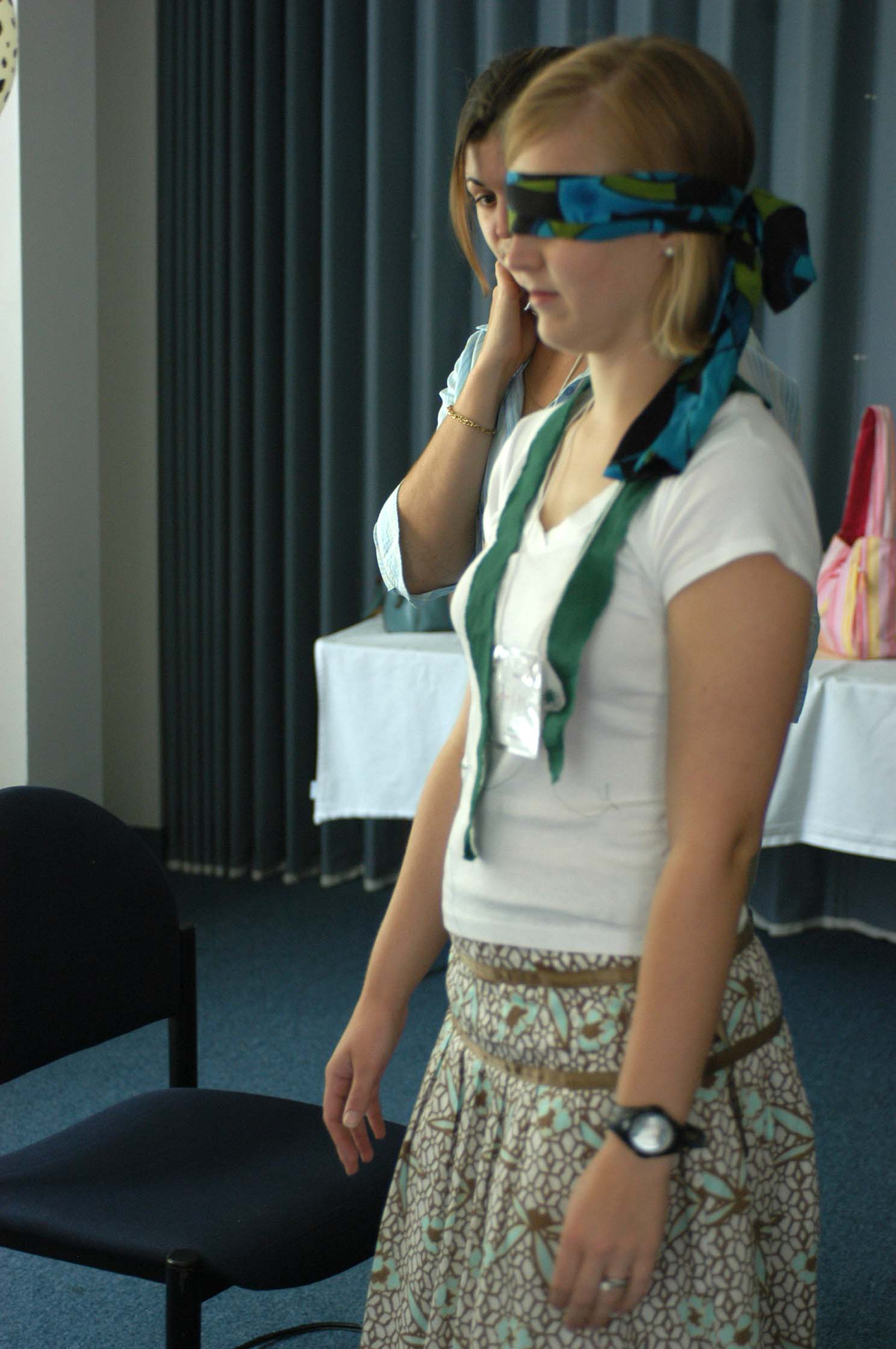
Жінка з пов'язкою на очах.
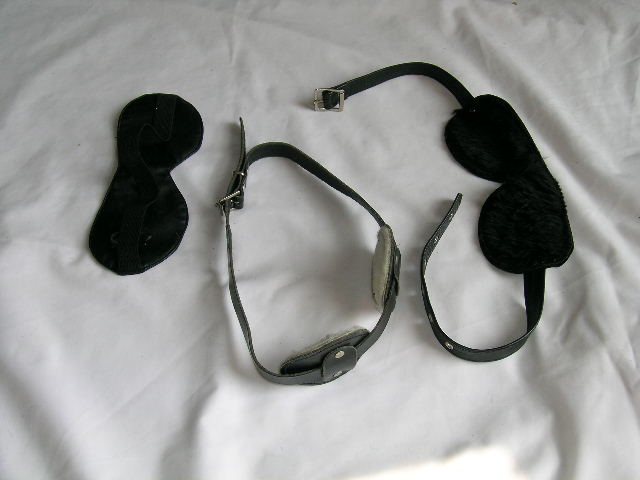
БДСМ пов'язки.